# Зайдель, Абрам Ионович
Абрам Ионович Зайдель (1907, Верхнеднепровск, Екатеринославская губерния — не ранее 1966, неизвестно) — советский инженер-строитель. Заслуженный строитель РСФСР, лауреат Ленинской премии.

## Биография
Родился в 1907 году в Верхнеднепровске Екатеринославской губернии.
В 1929 году окончил Днепропетровский строительный институт.
В 1930-е годы работал главным строителем в Особой Дальневосточной армии под командованием В. К. Блюхера, руководил укреплением границ с Маньчжурией.
В начале Великой Отечественной войны — главный инженер мясокомбината в Хабаровске, кандидат в члены ВКП(б). 20 ноября 1942 года был арестован. 17 июля 1943 года был осуждён на 10 лет ИТЛ. Срок отбывал в Норильлаге. Работал мастером на строительстве жилья, прорабом на строительстве кирпичного завода, с 1947 года — начальник участка.
В 1952 году освобождён, перешёл на работу в Металлургстрой. Реабилитирован 12 октября 1955 года. Возглавил разработку свайного фундирования при строительстве жилья. Эта технология позволила через несколько лет поставить строительство многоэтажных домов на поток.
С начала 1960-х годов — главный инженер управления строительства Норильского комбината.

## Награды
- Ленинская премия (1966) — за разработку и внедрение свайного фундирования.
- Заслуженный строитель РСФСР.